# The Spectator
Spectator je britský týdenní konzervativní časopis. Poprvé byl vydán 6. července 1828. Je nejstarším dosud publikujícím časopisem psaným v anglickém jazyce. V současné době je vlastníkem časopisu David a Frederick Barclay, kteří také vlastní The Daily Telegraph. Hlavním tématem časopisu je politika a kultura. V současné době jsou v časopise také obsažena další témata například hudba, umění a filmové recenze.